# Chilenisch-haitianische Beziehungen
Die Chilenisch-haitianische Beziehungen beschreiben das bilaterale Verhältnis zwischen der Republik Chile einerseits und der Republik Haiti andererseits.
Beide Länder sind Mitglieder der Vereinten Nationen und der Organisation Amerikanischer Staaten (OAS).

## Geschichte und Stand
Haiti erlangte die Unabhängigkeit von der früheren Kolonialmacht Frankreich bereits im Jahr 1804, während Chile im Jahr 1818 von Spanien unabhängig wurde.
Chile entsandte im Jahr 1898 einen Konsul nach Port-au-Prince, womit die Beziehungen zwischen den Ländern erstmals formalisiert wurden. Im Rahmen des 1945 gegründeten Wirtschafts- und Sozialrats der Vereinten Nationen unterstützte Haiti im Jahr 1947 die Initiative Chiles, eine Wirtschaftskommission für Lateinamerika zu gründen. Im Jahr 1954 unterstützte Haiti die Wiederwahl Chiles als Mitglied des Interamerikanischen Gerichtshofs. Im selben Jahr bot Haiti dem chilenischen Kandidaten für das Amt des Generalsekretärs der OAS seine Unterstützung an. Chile seinerseits unterstützte 1960 Haitis Kandidatur für den Vorsitz des Politischen Sonderausschusses der 15. Generalversammlung der Vereinten Nationen. Mit dem Eintreffen von Emilio Edwards Bello als Botschafter in Havanna, Kuba, der auch in Haiti und der Dominikanischen Republik akkreditiert war, wurden die Beziehungen ab 1960 weiter ausgebaut.
Im Februar 1973 räumte Chile siebzehn Haitianern eine Aufenthaltsgenehmigung als Asylanten ein, die der Beteiligung an der Entführung des Botschafters der Vereinigten Staaten in Port-au-Prince überführt worden waren.
Am 23. Oktober 1984 schlossen beide Länder ein Rahmenabkommen über technische und wissenschaftliche Zusammenarbeit ab. Das Programm bietet Stipendien für die Weiterbildung auf Postgraduiertenebene für haitianische Fachkräfte an.
Die chilenische Präsidentin Michelle Bachelet informierte sich bei einem eintägigen Besuch im Juni 2006 über den Stand der von ihrem Land unternommenen Maßnahmen der humanitären Hilfe und technischen Zusammenarbeit in Haiti und sagte weitere Unterstützung zu.
Nach dem verheerenden Erdbeben in Haiti besuchte am 20. und 21. Februar 2010 die chilenische Präsidentin Michelle Bachelet das Land. Anfang August 2011 besuchte der chilenische Außenministers Alfredo Moreno Haiti. Im Gegenzug reiste der haitianische Präsident Michel Martelly im selben Monat nach Chile und nahm dort ein Unterstützungsangebot Chiles für den Wiederaufbau von erdbebensicheren Häusern für die Opfer des Erdbebens von 2010 an. Der haitianische Premierminister Laurent Lamothe führte im März 2014 einen Arbeitsbesuch in Chile durch.
In den unmittelbar auf das Erdbeben einsetzenden Rettungsarbeiten war Chile mit Hilfskräften beteiligt. Sie konnten allein im zusammengebrochenen Hotel Montana 23 Menschen aus den Trümmern befreien.

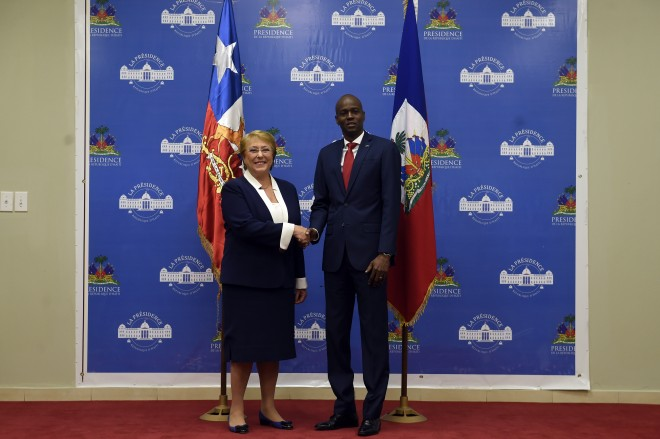
Die Präsidenten Michelle Bachelet und Jovenel Moïse (2017)

Der Präsident des Obersten Gerichtshofs von Chile reiste Anfang Februar 2017 nach Haiti, um an der Amtseinführungszeremonie des haitianischen Präsidenten Jovenel Moïse teilzunehmen. Am 27. März 2017 kam die chilenische Präsidentin Michelle Bachelet zu einem offiziellen Besuch nach Haiti. Neben Gesprächen mit dem haitianischen Präsidenten Jovenel Moïse galt ihr Besuch der Stabilisierungsmission der Vereinten Nationen für Haiti (MINUSTAH), der ein in Cap-Haitien stationiertes chilenisches Bataillon angehörte. Sie traf auch mit der Sonderbeauftragten des UN-Generalsekretärs in Haiti und Leiterin der MINUSTAH, Sandra Honoré, zusammen. Am Rande des Staatsbesuchs unterzeichneten die beiden Außenminister der Länder ein Zusatzabkommen zum Grundlagenabkommen über die technische und wissenschaftliche Zusammenarbeit zwischen Chile und Haiti, in dem es um die gegenseitige Anerkennung von Studien- und Schulabschlüssen ging. Der Außenminister von Haiti, Antonio Rodrigue, nahm als Vertreter seines Landes an den Feierlichkeiten zur Amtseinführung von Präsident Sebastián Piñera am 10. März 2018 teil.
Im April 2017 endete das Mandat der MINUSTAH und die chilenischen Truppen zogen gegen Ende des Monats ab.
In den Jahren 2017 bis 2022 kamen rund 117000 der rund 183000 in Chile lebenden haitianischen Migranten in das Land.
Vom 9. bis 12. März 2022 hielt sich eine offizielle Delegation aus Haiti unter der Leitung von Premierminister Ariel Henry in Chile auf, um an der Amtseinführung des neuen Präsidenten von Chile, Gabriel Boric Font, teilzunehmen.

## Diplomatische Vertretungen

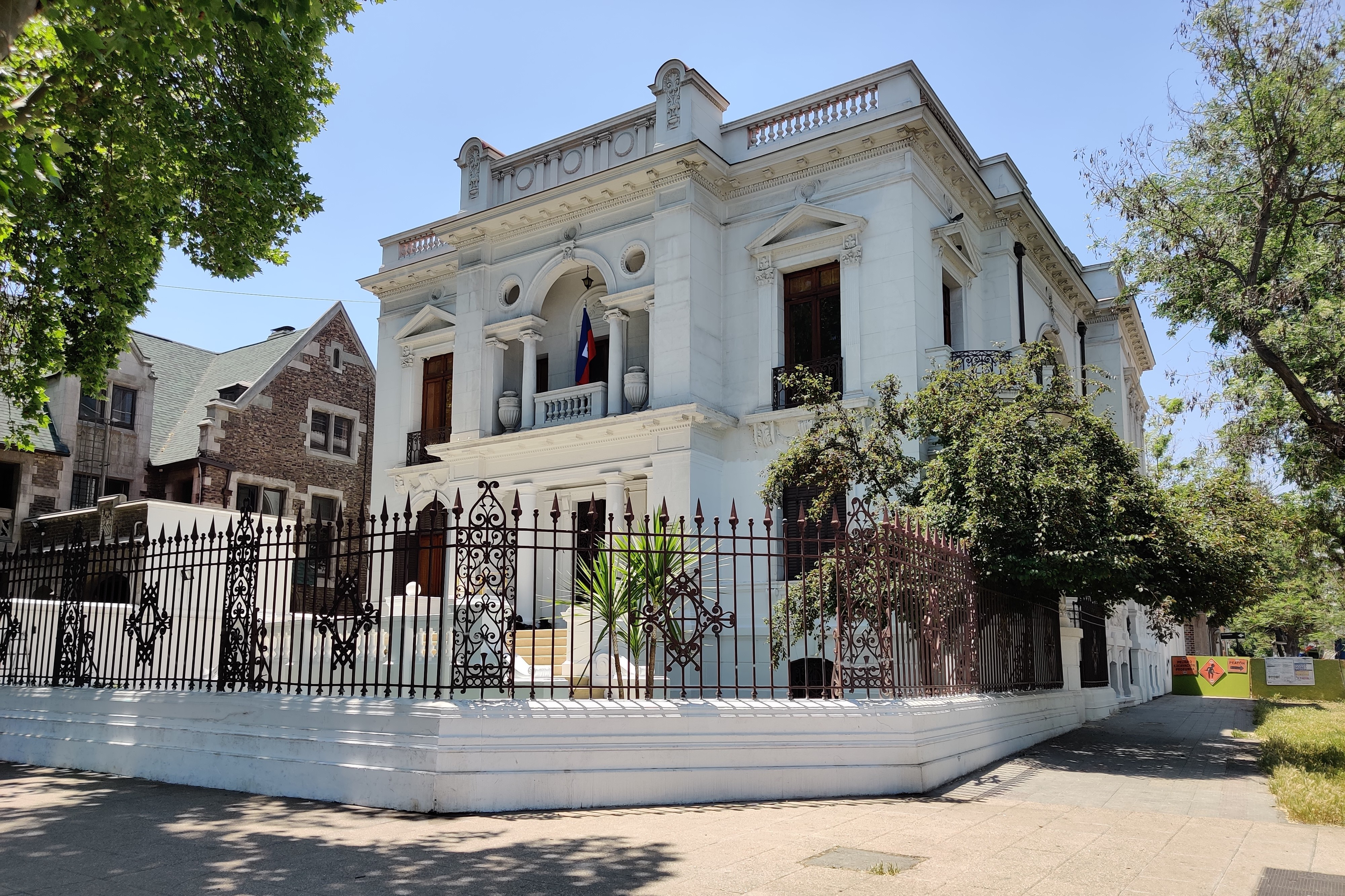
Botschaft Haitis in Santiago

Chile ist für Haiti eines der fünfzehn Länder weltweit, in denen es eine Botschaft unterhält und das eine Botschaft in Port-au-Prince hat.
Die haitianische Botschaft in Santiago de Chile liegt in der Avenida Republica 590.
Die chilenische Botschaft in Haiti liegt im Stadtteil Musseau von Port-au-Prince, Route de Delmas 60.